# 長尾政景
長尾 政景（ながお まさかげ）は、戦国時代の武将。上田長尾氏の当主で越後国坂戸城主。上杉景勝の実父。

## 経歴
大永6年（1526年）、長尾房長の子として生まれる。上田長尾氏の血統で、長尾景虎（後の上杉謙信）の遠縁に当たる。父方の祖母は上条上杉家の娘。妻は長尾為景の娘（景虎（謙信）の姉）である仙洞院。
天文16年（1547年）、府中長尾家家中で長尾晴景と景虎との間で抗争が起こると、政景は晴景側につく。上田長尾氏と対立していた古志長尾氏は景虎側だった。天文17年（1548年）12月、晴景は景虎に家督を譲って隠居した。
天文19年（1550年）、景虎が家督を継いだことに不満を持って謀反を起こすが、天文20年（1551年）、景虎の猛攻に遭って降伏した。このとき、和睦の証として景虎の姉・綾姫（後の仙洞院）を正室に迎えている。以後は配下の上田衆を率いて景虎の重臣として活躍し、弘治2年（1556年）に家督を捨てて出家しようとする景虎を説得して押し止め、復帰させる。また永禄3年（1560年）、春日山城の留守居役に任じられるなど功を挙げた。
永禄7年（1564年）7月5日、野尻ケ池（新潟県南魚沼市の魚野川にあった「銭淵」と呼称される河川の屈曲部分、同県湯沢町の大源太川にあった池など諸説ある）で溺死した。享年38。これには、舟遊びの最中、酒に酔っていたため溺死した説、謙信の命を受けた宇佐美定満による謀殺（『北越軍談』）、下平吉長による謀殺（『穴沢文書』）などの説があるが、真相は分かっていない。同船していた家臣（国分彦五郎）の母の後日談では、引き揚げられた政景の遺骸の肩下には傷があったという。彦五郎はこの事件で一緒に死んだといわれる。
政景が溺死したのは、長野県の野尻湖（芙蓉湖）という説もある。
実際に政景の墓が野尻湖の湖畔に作られたが、墓前での落馬が多い事から後に野尻湖に近い真光寺に移されて現存する。南魚沼市には、龍言寺（現在は山形県米沢市に移る）の跡地に長尾政景公墓所（道宗塚）がある。
家督は早世した長男義景に代わり、次男の顕景（のちの上杉景勝）が継いだが謙信の養子となったため、山内上杉家と統合された形で上田長尾家自体は事実上断絶する。また、謙信の養子とされる長尾時景が永禄13年（1570年）頃まで上田衆を率いていた記録があるが、義景が弟同様に謙信の養子に迎えられた際の別名なのか、他家から謙信の養子を経て上田長尾家を相続した者なのかは不明であり、いずれにしても同年以降の記録がないことから早世した可能性が高い。

## 逸話
- 一門衆の筆頭として家中を差配したが、父房長の叛服(はんぷく)常無き遍歴に対し眉をひそめる向きは多く、その孫の顕景（景勝）の代に至るまで、「上田衆」の語そのものが差別感情を含んで扱われた。
- 正室仙洞院とは円満な夫婦生活を営んだ。米沢市常慶院に残る「長尾政景夫妻像」の掛軸は、上部に2人の位牌と仙洞院一族の法名、来迎する阿弥陀如来が描かれている。この仙洞院の姿が俗体の若い姿で描かれていることから、政景死後に仙桃院によって制作され、御館の乱で一族の多くを失った際に法名が書き加えられ、以後も長く供養されたと考えられる[9]。また、政景夫妻の子供である上杉景勝の法名がないのは、仙洞院が亡くなったときに健在であったからであるが、彼女の兄である晴景の法名があるのに、弟である謙信の法名がないのは、晴景は同母兄弟であるが、謙信は異母兄弟であるからと考えられている[10]。

## 参考書籍
- 加澤昌人「「長尾政景夫妻画像」にみられる信仰と供養のかたち－阿弥陀仏、位牌、列記された法名からの考察－」『米沢史学』33号、2017年。